# Transactions and Proceedings of the New Zealand Institute
Transactions and Proceedings of the Royal Society of New Zealand (abreviado Trans. & Proc. New Zealand Inst.) fue una revista científica y magazine con ilustraciones y descripciones botánicas que fue editada por la Royal Society of New Zealand. Estuvo activa entre 1868 y 1969 y fue la más importante revista científica de Nueva Zelanda.

## Notables partícipes
- James Hector, geólogo
- William Colenso, botánico
- Charles Fleming, ornitólogo y palaeontologo
- Thomas Hocken, botánico y antropólogo
- Ernest Rutherford, físico y químico, Laureado con el Nobel